# HMS Monmouth (páncélos cirkáló)
A HMS Monmouth a Brit Királyi Haditengerészet 9800 tonna vízkiszorítású páncélos cirkálója volt. Ez volt a hatodik brit hajó, mely a Monmouth nevet viselte. A Monmouth-osztály erről a cirkálóról kapta nevét. A HMS Monmouth 1914-ben, a Coronel-foki csatában süllyedt el.
A HMS Monmouth-ot 1901-ben bocsátották vízre. Fegyverzetének legerősebb eleme a 14 darab 150 mm-es löveg volt, amely elmaradt a többi páncélos cirkáló fegyverzetétől. Emellett a 150 mm-es ágyúk nagy része túl közel volt a víz felszínéhez, ezért azokat csak a legnyugodtabb időjárási körülmények közt tudták használni. Páncélzata szintén túl vékony volt a többi páncélos cirkáló páncélzatához képest, emiatt a német lövedékek könnyen áthatoltak rajta. Ezek a hibák, tizenhárom évvel később végzetesnek bizonyultak, a Coronel-foknál. A Monmouth 1906 és 1913 között Kínában állomásozott, majd 1914 januárjában áthelyezték a Tartalék Flottába.
Az első világháború kitörésekor a hajót ismét szolgálatba állították, és a 4. cirkáló raj (4th Cruiser Squadron) tagjaként, Sir Christopher Cradock tengernagy irányítása alá került. 1914. november 1-jén részt vett a Chile partjainál zajló Coronel-foki csatában. Mivel legénysége új volt, valamint a viharos tengeren nem tudta használni lövegeinek nagy részét, a HMS Monmouth-ot könnyedén legyőzték. A csata kezdetén egy, az SMS Gneisenau-ról érkező 210 mm-es lövedék, megsemmisítette a brit cirkáló elülső lövegtornyát, aminek következtében a hajó eleje tűzbe borult. Később még komolyabb találatok érték a hajót, ezért az elhagyta a csatát. Mikor tisztán látszott, hogy a Monmouth nem tud tovább harcolni, a Gneisenau a HMS Good Hope-ot kezdte lőni. Nem sokkal később a lángoló és sodródó Monmouth összetalálkozott az újonnan érkező német cirkálóval, az SMS Nürnberggel. A Nürnberg hetvenöt lövést adott le a brit hajóra, 105 mm-es lövegeiből. A HMS Monmouth a találatok következtében elsüllyedt, legénységéből senki nem tudott megmenekülni.

## Lásd még
- HMS Monmouth nevet viselő hajók listája.